# Euplectella aspergillum
Euplectella aspergillum és una espècie d'esponja de la classe Hexactinellida que viu en aigües profundes a l'oceà. Popularment, aquesta espècie es coneix com a "cistella de flors de Venus".
Sovint, dins l'esponja, hi viuen dos crancs de mida petita: mascle i femella (de l'espècie Spongicola japonica); els quals, crien dins de l'esponja. Quan són larves, travessen els pors de l'esponja, però quan creixen no poden sortir-ne i hi queden atrapats, com en una gàbia. És una forma de simbiosi: els crancs netegen l'interior de l'esponja i, d'altra banda, la esponja els subministra aliments. Al Japó, aquesta relació entre les dues espècies simbolitza la idea d'una relació per sempre. Per aquest motiu, aquesta esponja es fa servir com a regal per a les parelles quan es casen.

## Localització
Euplectella aspergillum es troba en una petita àrea de mar propera a les Filipines. Espècies similars es troben a prop del Japó i altres parts de l'oceà Pacífic occidental i l'oceà Índic.

## Morfologia
L'estructura corporal d'aquests animals és un cilindre de parets primes amb un gran atri central. El seu cos està compost íntegrament per espícules silícies, per la qual cosa també se'ls coneix com a "esponges de vidre". Les espícules estan formades per 3 raigs ortogonals que donen lloc a sis puntes. Aquestes espícules formen una xarxa que confereix una gran rigidesa al cos de l'esponja i facilita la seva existència a grans profunditats.

## Interés tecnològic
Els esquelets d'aquestes esponges tenen configuracions geomètriques complexes, que han estat àmpliament estudiades pels tecnòlegs per la seva rigidesa, rendiment i resistència. Els investigadors de fibra òptica també estan molt interessats en les fibres vitrificades que contenen aquestes esponges. Són fibres de 5 a 20 cm de llarg i primes com cabells humans. A més, aquestes fibres també són útils per fabricar plaques solars més eficients i barates.